# Giacomo Moriondo
Giacomo Moriondo (Torino, 27 agosto 1896 – Torino, 2 febbraio 1957) è stato un pittore italiano paesaggista.

## Biografia

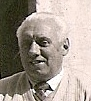
G. Moriondo nel 1955

Figlio di Angelo Moriondo e Sinforosa Omegna fu il secondogenito di 4 fratelli.
Il padre Angelo, che passò alla storia per avere inventato nel 1884 la macchina per il caffè espresso, era un facoltoso imprenditore dell'epoca, proprietario dell'hotel Ligure di Piazza Carlo Felice e di altri esercizi pubblici in Torino.
Durante la grande guerra fu arruolato nell'esercito a Bologna con la mansione di “Autiere”. Il 25 maggio 1932, a Piovà Massaia (AT), sposò Luigina Matta da cui ebbe due figli: Margherita ed Angelo.
La famiglia aveva perso ogni bene nella crisi del 1929 per cui quando Giacomo si sposò e divenne padre di famiglia, abbandonò le velleità di “vivere d'arte” e iniziò a lavorare avviando a Torino una piccola attività per conto terzi di verniciatura di mobili. L'iniziativa intrapresa si sviluppò con successo e fu trasferita in Villastellone (TO) dove iniziò la fabbricazione di mobili.
Questa attività fu poi ceduta a terzi per iniziare quella di gestore di alcune sale cinematografiche a Torino (cinema Carlo Alberto, Aurora e Colosseo).
Vennero poi gli anni del dopoguerra e del boom economico che gli diedero buona tranquillità finanziaria consentendogli di dedicarsi, con rinnovato vigore, alla pittura che assorbiva tutto il suo tempo libero.
Morì d'infarto il 2 febbraio 1957 all'età di 60 anni nella sua casa di Torino in via della Rocca 17.

## Produzione artistica

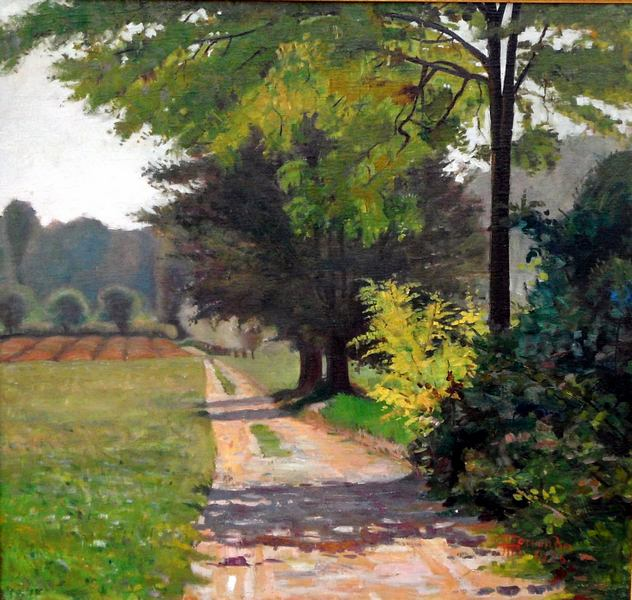
Dipinto a olio intitolato "La Valle Versa" di Giacomo Moriondo

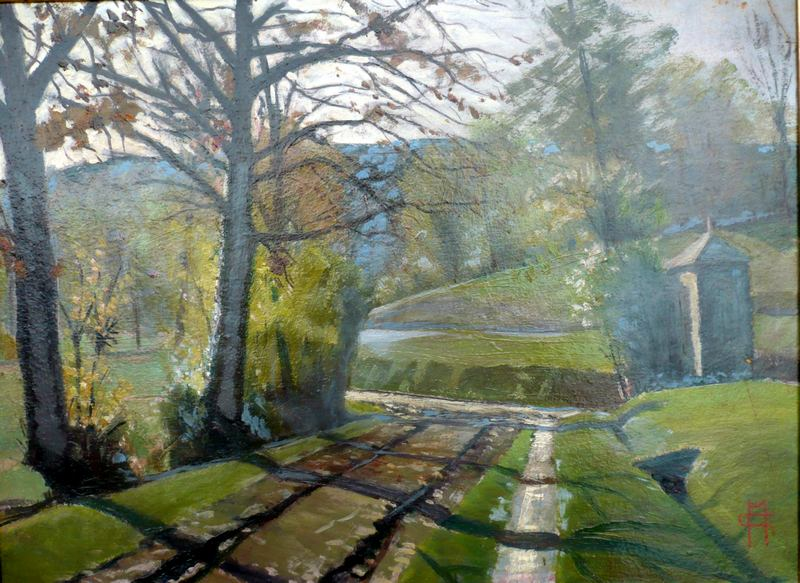
Quadro a olio intitolato "Verso il lago di Arignano" di Giacomo Moriondo

La passione per il disegno e la pittura furono coltivate fin da ragazzo per cui il padre Angelo, assecondando la passione pittorica del figlio, lo mandò a frequentare dapprima la scuola di pittura di Enrico Reycend e poi l'Accademia Albertina di Torino.
Copiosa è la sua produzione giovanile di acquerelli, disegni e tempere per l'illustrazioni per libri per ragazzi e bozzetti pubblicitari attività che gli diede qualche soddisfazione e anche una certa notorietà.
Negli anni 1930 e 31 ottenne infatti l'incarico, a cachet, di illustrare la copertina del "Radiocorriere".
Negli anni '30 ricercò nuovi stili e tecniche pittoriche (futurismo, divisionismo) ma, passato quel periodo, le ricerche (senza dimenticare la sua passione per i paesaggi di Alfred Sisley) approdarono alla tradizione dei paesaggisti piemontesi e alle visioni di Antonio Fontanesi che ebbe notevole influenza su tutti i pittori di paesaggio del Piemonte, e che con i suoi allievi dell'Accademia si recava spesso a dipingere en plein air nella campagna intorno a Torino.
La pittura di Giacomo Moriondo è pervasa da una costante vena di rilassante romanticismo, espresso nell'ambito di infinite tonalità di verdi e una luminosità scolpita e sottile in cui i cieli e i tetti delle case rivelano i colori tipici delle contrade Piemontesi.
Tenne sempre tutta la produzione gelosamente per sé, in quanto dipingeva per pura passione, e continuò a dipingere ininterrottamente senza mai essere tentato dal "mercato" per cui non partecipò mai a mostre o esposizioni.

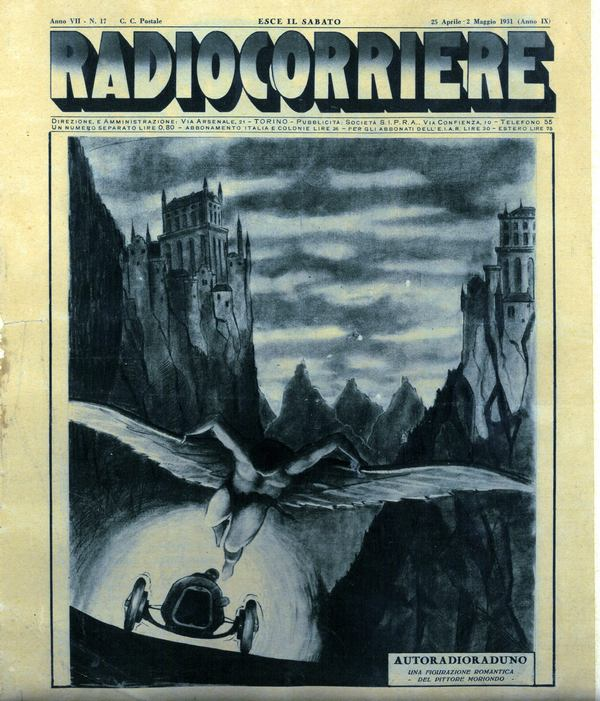
Copertina del Radiocorriere dell'aprile 1931 ad opera di Giacomo Moriondo

Durante la seconda guerra mondiale, sfollato dapprima nella casa di famiglia nella frazione Mon-plaisir di Marentino (TO) e poi in quella dello suocero, a Piovà Massaia (AT), ebbe una notevole produzione. 

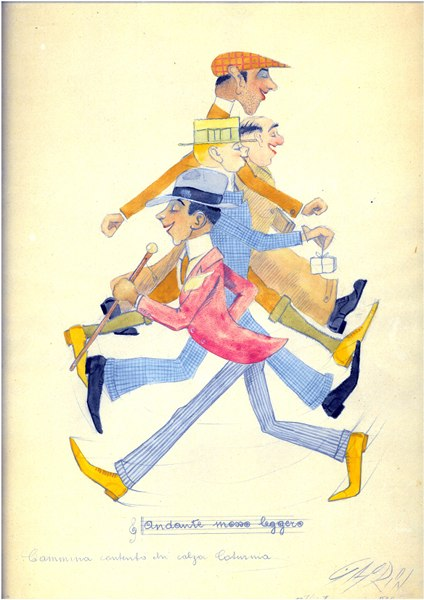
Bozzetto pubblicitario per Calzature Coturnia del pittore Giacomo Moriondo

La sua produzione di quel periodo è di centinaia di dipinti a olio che ritraggono le colline tra il Chierese e il Monferrato (Marentino, Sciolze, Vernone, Andezeno, Arignano, Piovà, e Cerreto).
Nel dopoguerra le vacanze estive al mare di Senigallia (AN) diedero l'avvio ad una serie di interessanti marine e paesaggi acquatici.
Salvo rare eccezioni non dipinse mai su tela ma, stante la difficoltà di trovare materiale, dipinse su qualsiasi supporto disponibile quale semplice carta, cartoncino o legno.
Nel dopoguerra trascorse le sue vacanze e molto del tempo libero a Piovà Massaia (AT) dove continuò la sua produzione accompagnandosi sovente nelle passeggiate agresti con due giovanissime promesse della pittura astigiana, il nipote Pietrenzo Piazzo e il di lui amico Leonardo Mosso di Cerreto d'Asti.
Era quasi coetaneo e buon amico del pittore Lidio Ajmone col quale talvolta si accompagnava in cerca di scorci da ritrarre e in alcuni quadri vi sono dei ritocchi fatti da Ajmone stesso.